# 林铿生

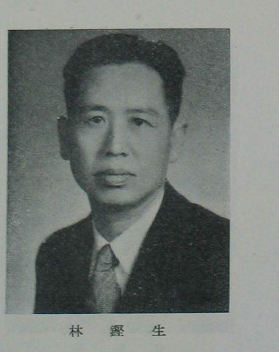
1949年发表的林鏗生照片

林铿生（1906年—1978年），台湾台北人，中国工商业者。

## 生平
林铿生是一位工商业者。1926年，在青岛林记茶庄当徒工，后自营茶叶生意。1944年，移居北平。1948年，担任北平台湾同乡会会长。1949年加入台湾民主自治同盟。同年7月3日，在北平举行了台盟华北总支部成立大会，林铿生出任主任委员。同年，作为台湾民主自治同盟的候补代表，出席中国人民政治协商会议第一届全体会议。他作为北平台湾同乡会会长、工商业者，是由北平市方面推选出来担任台盟的候补代表。
中华人民共和国成立后，1949年10月，台盟总部决定以参加中国人民政治协商会议第一届全体会议的代表为总部理事成立理事会，谢雪红为主席，杨克煌为秘书长，李伟光、王天强、田富达、林铿生为理事。同年11月，台盟总部决定在上海成立总部机关并开始办公；在北京另设台盟总部驻京办事处，由林铿生任主任。1950年前后，北京台湾同乡会、台盟华北总支、台盟总部华北办事处的会址、通信地址都曾是“北京市干面胡同21号”，即林铿生的家宅所在。多年后，相关人士回忆当年“每到星期日，台湾来的同学都会聚聚在台湾商人林铿生的家里，关心国家大事，因而结识了一批中共地下党员、台湾民主自治同盟盟员，接受了马克思主义”。
在三反五反运动中，1951年12月，林铿生因犯走私罪被捕，台盟总部任命林云兼任台盟华北总支部主任委员。
汪毅夫在2017年所撰文章称“林铿生爱国爱乡、急公好义的事迹相当感人。”并提及全国台联台胞部同事林毅是林铿生的孙辈。陕西省政协委员、台湾民主自治同盟陕西省委会副主委谷磊是他的外孙。